# NGC 4074
NGC 4074 је лентикуларна галаксија у сазвежђу Береникина коса која се налази на NGC листи објеката дубоког неба.
Деклинација објекта је + 20° 19' 1" а ректасцензија 12h 4m 29,7s. Привидна величина (магнитуда) објекта NGC 4074 износи 14,5 а фотографска магнитуда 15,5. NGC 4074 је још познат и под ознакама MCG 4-29-11, CGCG 128-13, ARAK 347, PGC 38207.